# Bled (Slovénie)
Pour les articles homonymes, voir Bled.
Bled (prononcé /ˈbleːt/  en allemand Veldes) est une commune du nord-ouest de la Slovénie, située dans la région de Haute-Carniole, au pied des Alpes juliennes.

## Géographie
La commune de Bled est située dans la partie orientale des Alpes juliennes, non loin de l'axe autoroutier reliant via le tunnel des Karawanken la ville de Klagenfurt (Autriche) à Ljubljana, la capitale slovène.
Bled est à proximité du lac de Bled qui accueille la seule île de la Slovénie.

### Villages
En plus de la localité de Bled, la commune est composée des villages de Bodešče, Bohinjska Bela, Koritno, Kupljenik, Obrne, Ribno, Selo pri Bledu, Slamniki et Zasip.

## Histoire
Des vestiges archéologiques indiquent une colonisation du territoire par les Illyriens et les Celtes depuis l'Âge de fer. À partir de 16 av. J.-C. la zone faisait partie de la province romaine du Norique. Au haut Moyen Âge, elle tomba sous l'influence des royaumes francs et du duché de Bavière.

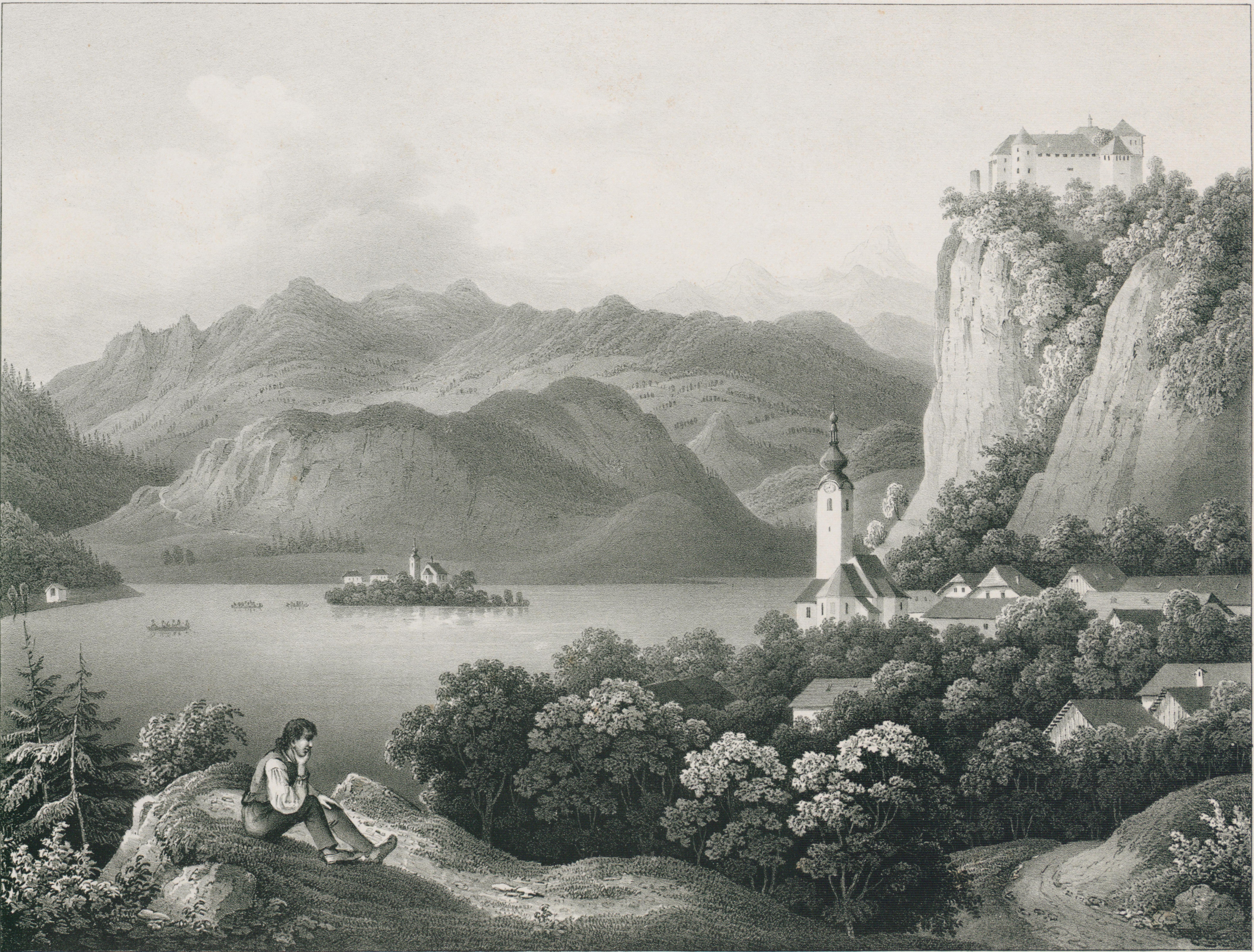
Vue sur Veldes, une lithographie du XVIIIe siècle

La seigneurie d'Ueldes dans la marche de Carniole est mentionnée pour la première fois le 10 avril 1004, alors qu'elle a été attribuée à l'évêque Albuin de Brixen (Bressanone) par l'empereur Henri II. Les princes-évêques de Brixen disposèrent des terres et du château de Bled jusqu'au XIIIe siècle. La région a ensuite été cédée aux ducs de Carinthie et en 1335 échut finalement à la dynastie de Habsbourg.
La région dans le nord-ouest du duché de Carniole fit longtemps partie de la monarchie de Habsbourg et l'empire d'Autriche-Hongrie et ce jusqu'en 1918. Elle passa alors sous la tutelle du royaume de Yougoslavie, puis de la république socialiste de Slovénie au sein de la Yougoslavie. Bled fut le domicile estival de la famille Karađorđević puis du maréchal Josip Broz Tito qui y construisit une résidence en 1947.
Depuis 1991 et l'indépendance de la Slovénie, la région appartient à la république indépendante de Slovénie. Bled devint une municipalité indépendante en 1996.

## Tourisme

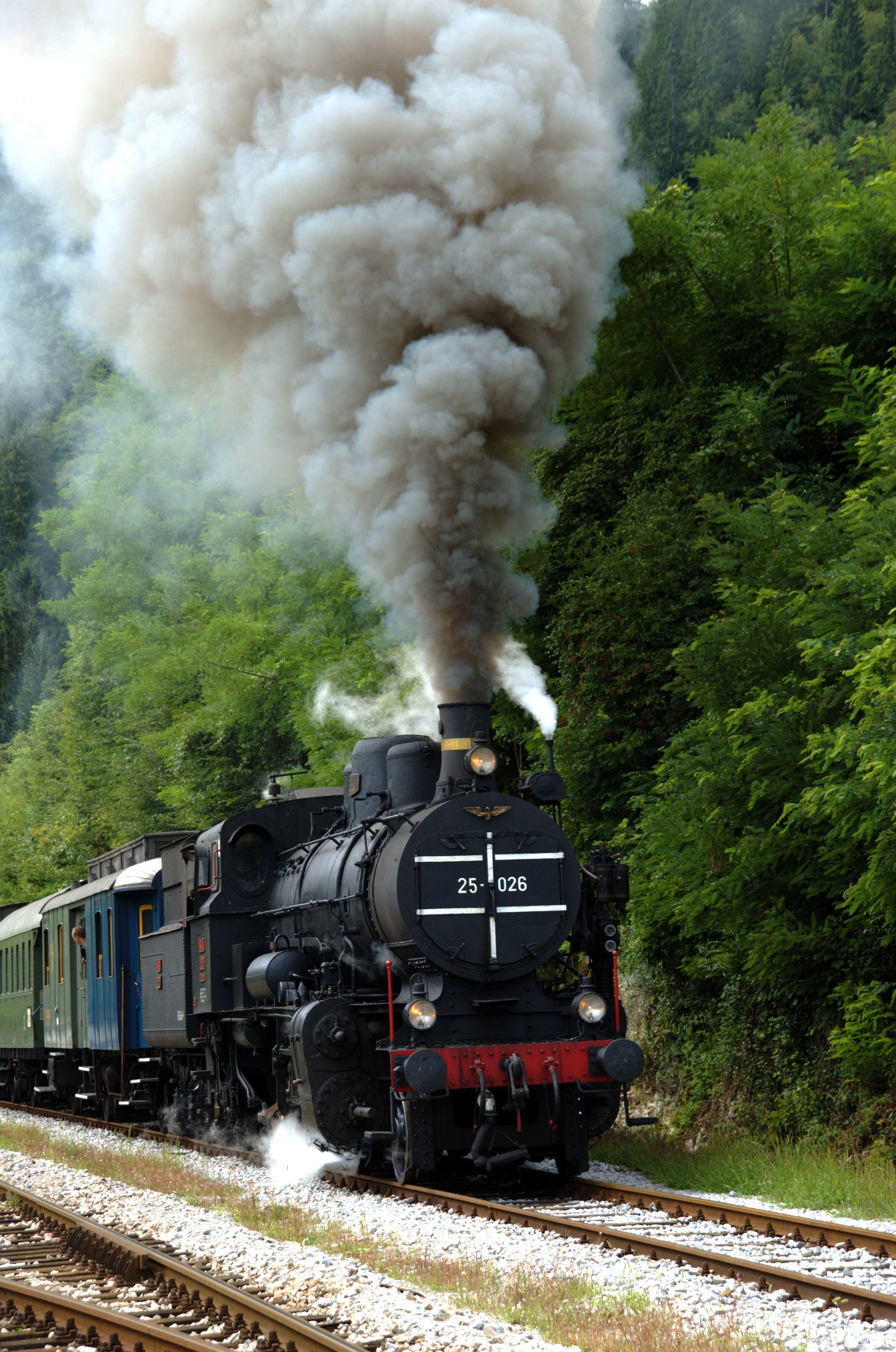
Locomotive à vapeur quittant la gare de Bled.

Bled est un des fleurons du tourisme slovène. La ville est célèbre pour son lac (Blejsko jezero) et son île qui sont des attractions touristiques majeures de Slovénie. Un château du XIe siècle (Blejski grad), situé sur une falaise abrupte, surplombe le lac de 130 mètres. Bled est aussi une station thermale. La région est par ailleurs proche du parc national du Triglav (prononciation : triglau) reconnu pour ses paysages alpins et qui s'affiche comme le symbole de la Slovénie.
En période estivale, il est possible de voyager dans un train-musée, tiré par une ancienne locomotive à vapeur, sur la ligne qui va de Jesenice (frontière autrichienne) à Nova Gorica (frontière italienne, à proximité de la mer Adriatique) et qui traverse Bled Jezero, Bohinjska Bistrica, Grahovo, Most na Soči et Kanal (prix du seul parcours en train en 2017 pour un adulte : 61 € - contre 41 € en 2016 - et ce sur réservation).
De nombreuses grottes, cascades sont présentes dans la région.
Sur le territoire de la commune se trouve la forêt et le domaine skiable de Pokljuka, lieu de compétitions internationales de biathlon.

### Gastronomie
Un plat typique de la localité est la blejska kremšnita qui est un dessert à la crème composé d'un gâteau de type mille-feuille en partie supérieure.

## Climat
| Mois                                | jan. | fév. | mars | avril | mai | juin | jui. | août | sep. | oct. | nov. | déc. | année |
| ----------------------------------- | ---- | ---- | ---- | ----- | --- | ---- | ---- | ---- | ---- | ---- | ---- | ---- | ----- |
| Température minimale moyenne (°C)   | −5   | −4   | −1   | 3     | 6   | 10   | 12   | 12   | 9    | 5    | 2    | −3   | 4     |
| Température maximale moyenne (°C)   | 1    | 3    | 7    | 12    | 16  | 21   | 24   | 23   | 18   | 13   | 8    | 3    | 12    |
| Précipitations (mm)                 | 142  | 182  | 158  | 169   | 280 | 267  | 277  | 273  | 256  | 215  | 292  | 198  | 2 709 |
| Nombre de jours avec précipitations | 6    | 6    | 6    | 9     | 15  | 13   | 14   | 12   | 9    | 8    | 10   | 5    | 113   |

## Sports
Les championnats du monde d'aviron 1966, 1979, 1989 et 2011 se sont déroulés sur le lac de Bled, du 28 août au 4 septembre pour l'édition 2011.
Les championnats d'Europe d’aviron 2023 se sont déroulés sur le lac de Bled, du 25 au 28 mai 2023. Ils y avaient déjà eu lieu en 1956.
Des coupes et championnats du monde (2001, 2021) de biathlon ont été organisées à Pokljuka.

## Démographie
Entre 1999 et 2006, la population de la commune est restée relativement stable avec une population d'environ 11 000 habitants. En 2007, la population a fortement diminué aux environs de 8 000 habitants. La population a été en fait transférée lors de la création de la nouvelle commune de Gorje.
Évolution démographique
| 1999   | 2000   | 2001   | 2002   | 2003   | 2004   | 2005   | 2006   | 2007  |
| ------ | ------ | ------ | ------ | ------ | ------ | ------ | ------ | ----- |
| 11 066 | 11 078 | 11 085 | 11 099 | 11 103 | 11 115 | 11 148 | 11 155 | 8 257 |
| 2008   | 2009   | 2010   | 2011   | 2012   | 2013   | 2014   | 2015   | 2016  |
| 8 189  | 8 148  | 8 131  | 8 122  | 8 177  | 8 171  | 8 192  | 8 127  | 8 035 |
| 2017   | 2018   | 2019   | 2020   | 2021   |        |        |        |       |
| 7 981  | 7 873  | 7 835  | 7 868  | 8 217  |        |        |        |       |

## Relations internationales

### Jumelage
La ville est jumelée avec :
- Benbrook (Texas), États-Unis.

## Galerie

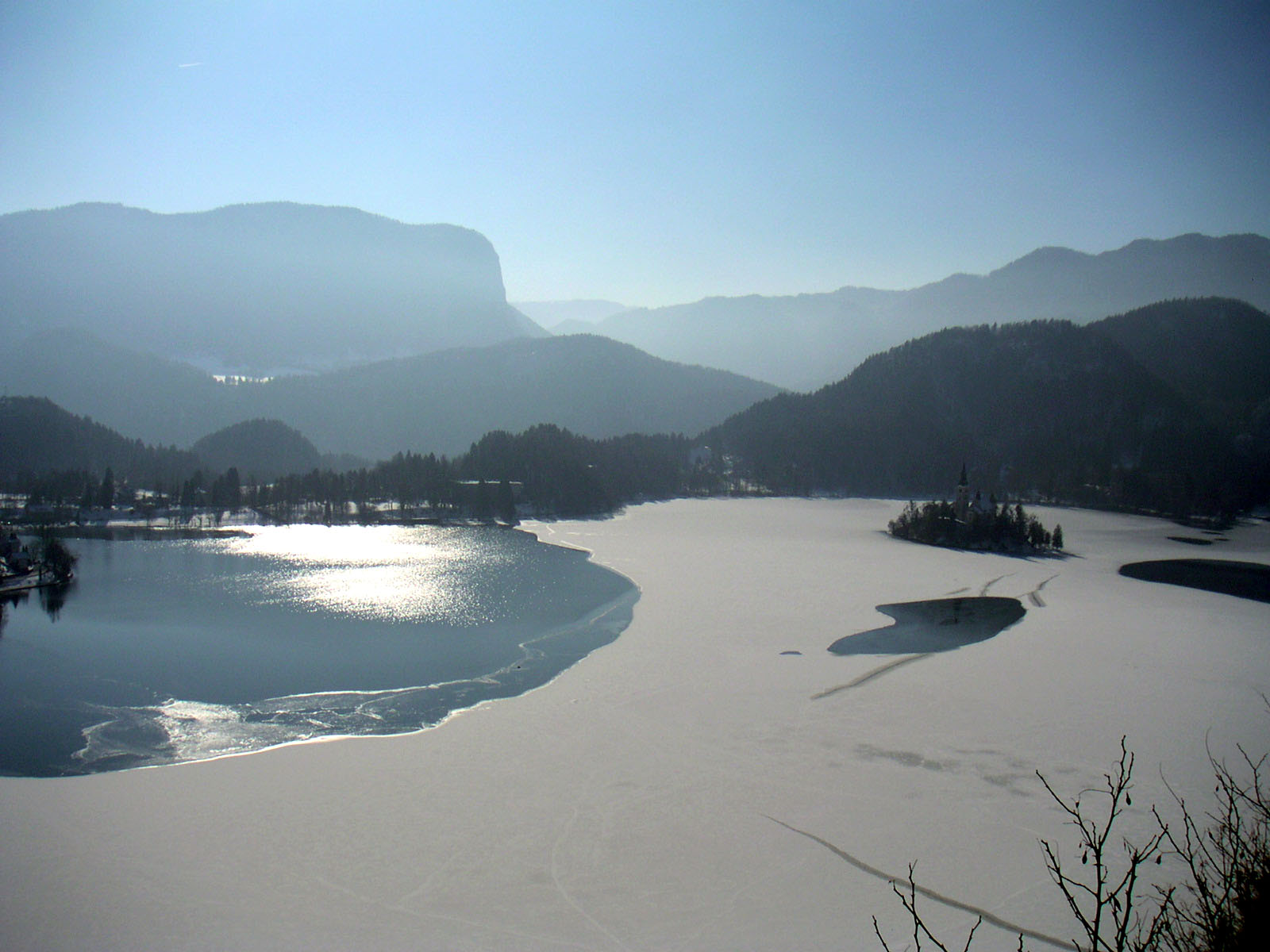
Le lac vu depuis le château de Bled (Bledski grad).
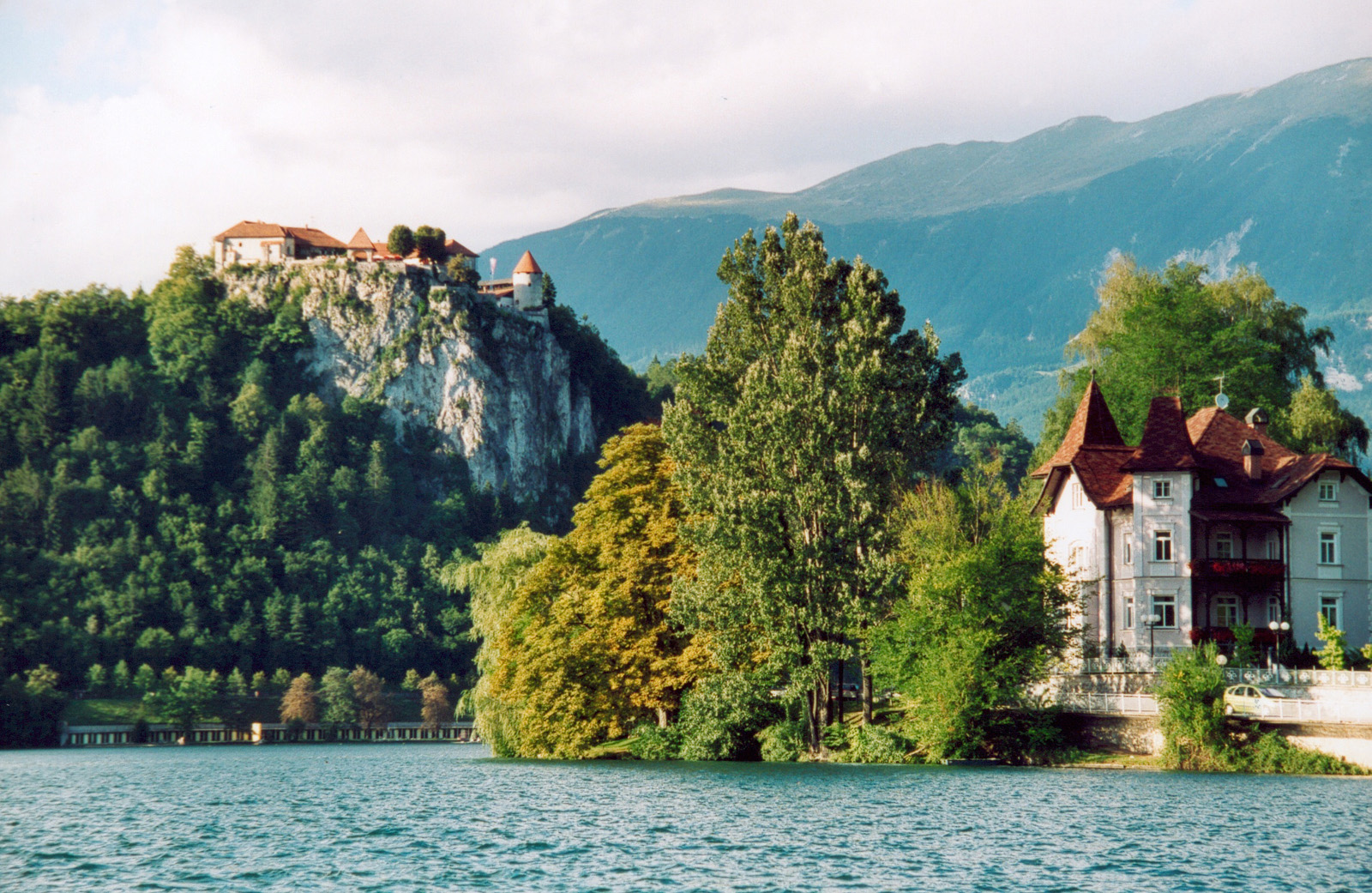
Le château à gauche et l'île du lac en avant plan.
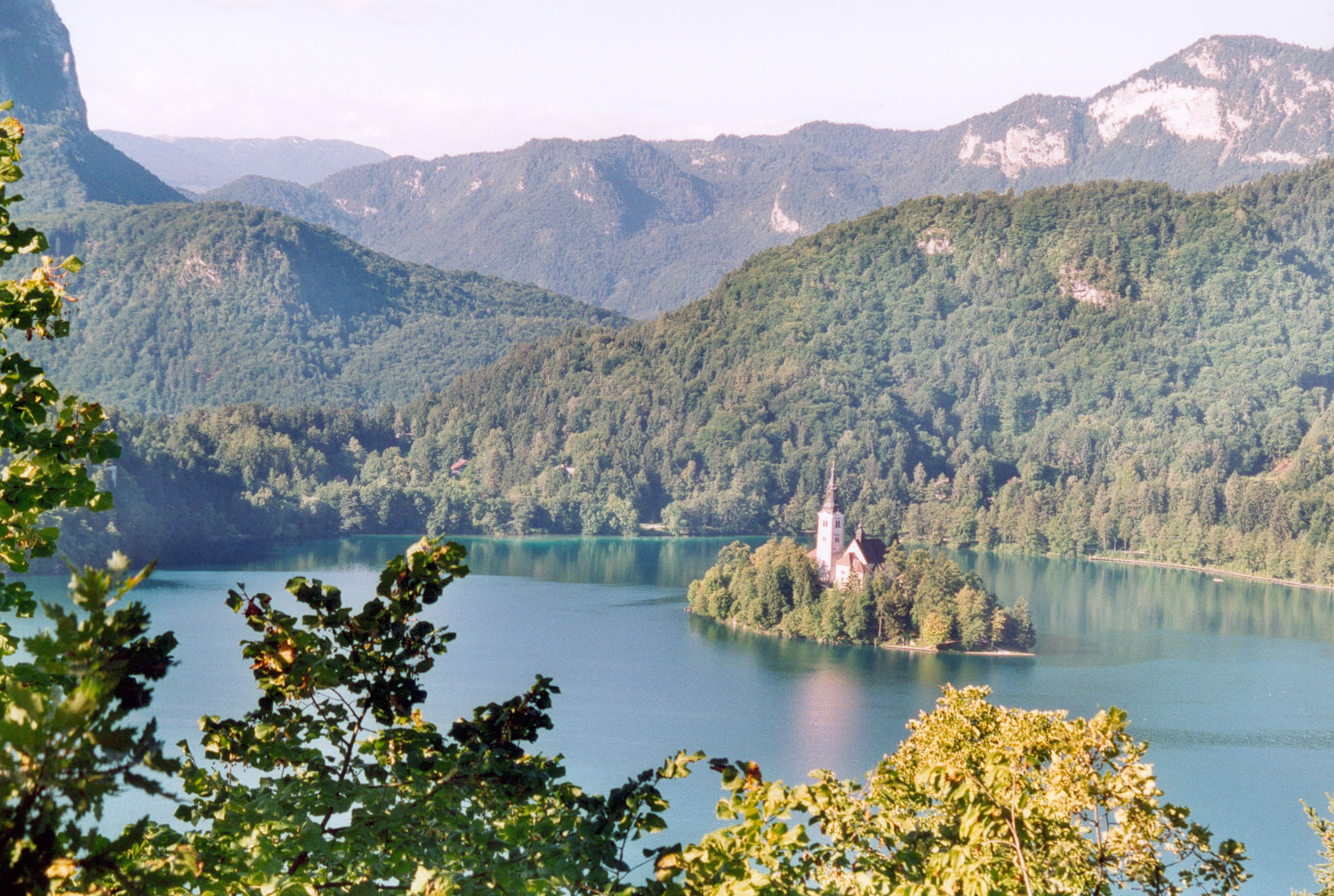
Vue sur le lac.
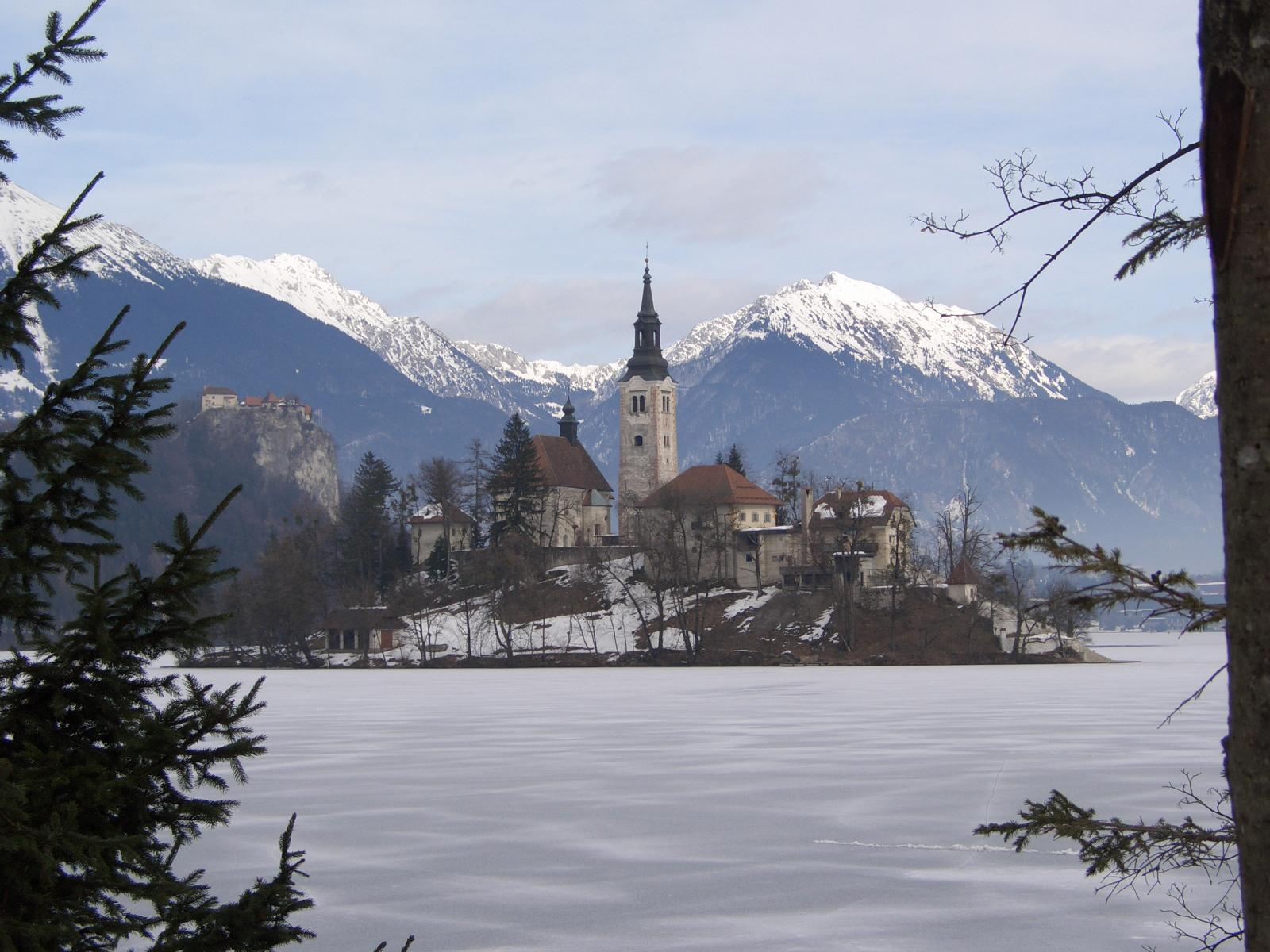
Le lac gelé en hiver. Au fond à droite, le Begunjščica.
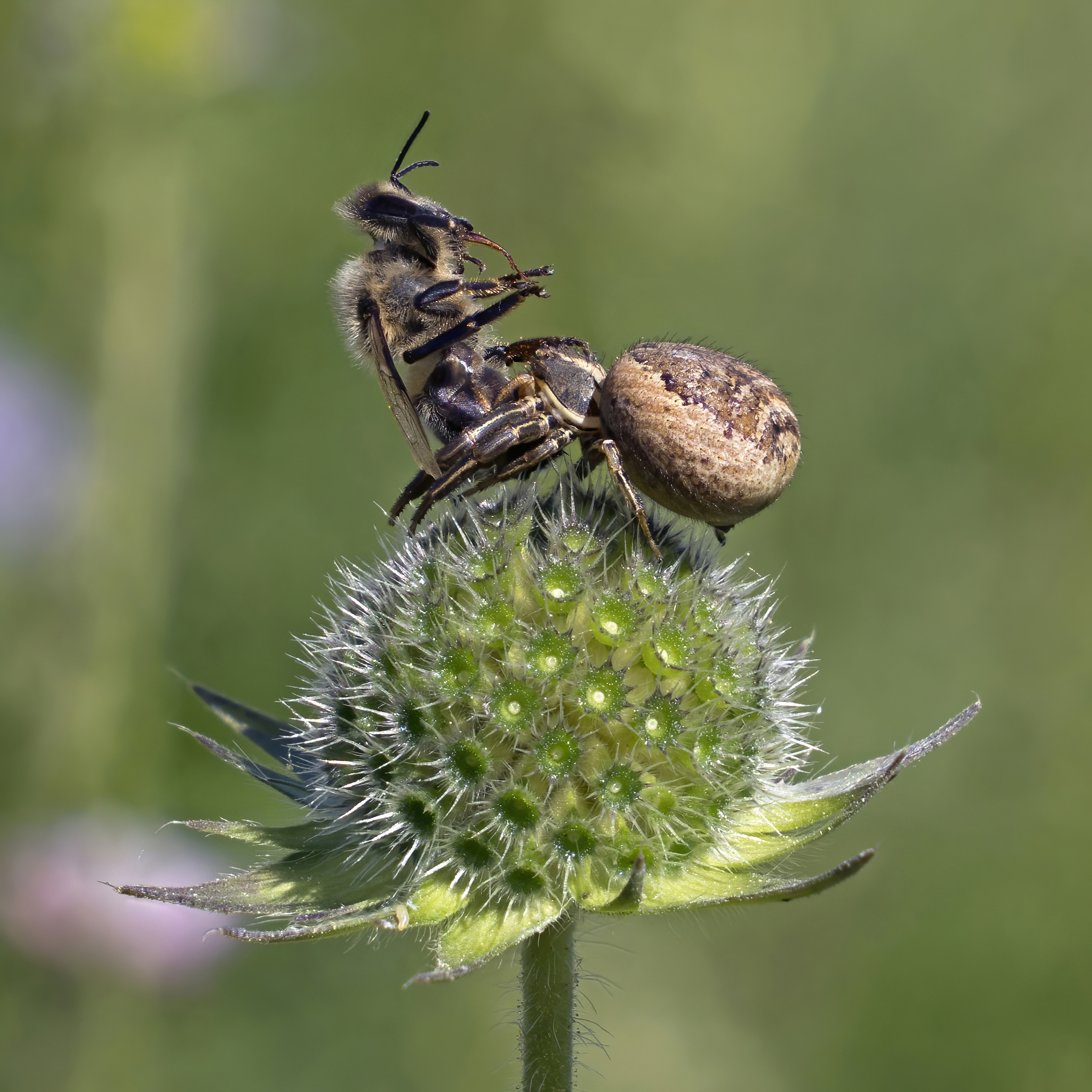
Xysticus cristatus femelle ayant saisi Apis mellifera carnica à Bled. Juin 2022.